# Solskenspolitiken
Solskenspolitiken var en sydkoreansk utrikespolitisk policy i förhållandet till Nordkorea mellan 1998 och 2008. Politiken betonade fredligt samarbete fram till en framtida koreansk återförening. År 2000 belönades Sydkoreas dåvarande president Kim Dae-jung för insatserna för att förbättra relationen till Nordkorea med Nobels fredspris. Tre år efter Kim Dae-jungs möte med Kim Jong-il uppdagades det att Nordkorea fått 100 miljoner amerikanska dollar i utbyte för mötet och två av Kim Dae-jungs medarbetare dömdes för mutbrott i samband med härvan.
Exempel på samarbeten mellan länderna som kom till stånd under perioden var möjligheter för sydkoreaner att besöka Kumgangbergen (Diamantbergen) i Nordkorea (vilket dock upphörde 2008 efter en dödsskjutning) och att familjer kunde återförenas för första gången på årtionden. Ett annat samarbete mellan länderna är Industriregionen Kaesong i Nordkorea där sydkoreanska företag kunnat anlägga fabriker. Lee Myung-bak, Sydkoreas president 2008–2013, frångick solskenspolitiken och drev en hårdare linje gentemot Nordkorea.  